# 소년세계 (1966년)
소년세계는 1966년에 창간된 어린이 잡지이다. 1970년대에는 《새소년》, 《소년중앙》, 《소년생활》, 《어깨동무》와 함께 5대 아동종합지로, 내용으로는 동시와 아동 소설, 위인 전기, 과학 기사, 연재 만화 등이 실렸다.

## 연재 작가 및 만화
- 길창덕 - 《깜박이》(1969년)
- 김기백 - 《깐돌이 만세》(1966년)
- 남석우 - 《약동이》(1969년)
- 민애니 - 《인어 공주》(1966년)
- 박광현 - 《세계의 왕자 테무진》(1966년)
- 신동우 - 《반달소년》(1969년)
- 신문수 - 《소년 파이럿 똘 소위》(1966년), 《칠칠이 모험》(1969년)
- 오명철 - 《밤송이》(1969년)
- 유인 - 《월남 전쟁과 시발이》(1966년)
- 이상호 - 《꼬마기자 추격기》(1966년)
- 이우헌 - 《덜렁 덜렁 덜렁이》(1966년)
- 이재성 - 《우주소년 오메가》(1966년)
- 이정문 - 《캄마소년 카르마이》(1966년)
- 황정희 - 《흥부와 놀부》(1966년)